# Leo Feld
Leo Feld (* 14. Februar 1869 in Augsburg; †  5. September 1924 in Florenz; eigentlich Leo Hirschfeld) war ein österreichischer Librettist, Übersetzer und Schriftsteller.

## Leben
Leo Felds Eltern kamen um 1875 nach Wien, das dann seine eigentliche Heimat wurde. Er war der Bruder des berühmteren Librettisten Victor Léon und der Pädagogin Eugenie Hirschfeld. Feld studierte in Wien Philosophie und wurde 1892 promoviert. Schon als Student verfasste er Feuilletons für Wiener Zeitschriften. Seine schriftstellerische Begabung wurde von Jakob Julius David und Hermann Bahr gefördert. Sein erstes dramatisches Bühnenwerk erhielt den Bauernfeld-Preis. Während eines vorübergehenden Aufenthaltes in Berlin um 1900 arbeitete er für das Überbrettl. Danach war er in Braunschweig als Dramaturg und Regisseur tätig. Feld zählte zum engsten Freundeskreis von Josef Kainz.
Er galt als einer der idiomatischsten Übersetzer aus dem Englischen; weite Verbreitung fanden z. B. seine Übersetzungen von Werken Charles Dickens’. Mit der Neuentdeckung der Opern von Alexander Zemlinsky (z. B. Kleider machen Leute) und Hans Gál für die Opernbühnen werden auch die literarisch nicht immer hochrangigen Libretti Felds wieder einem breiteren Publikum nahegebracht.
Anfang März 1900 heiratete er in Berlin die Schriftstellerin und Schauspielerin Olga Wohlbrück, die Ehe wurde jedoch bereits 1903 wieder geschieden.

## Werke (Auswahl)
- Die Lumpen (1898)
- Fräulein Lehrerin (Volksstück) (1905)
- Der Stein von Pisa (1906)
- Der große Name (Volksstück) (1909)
- Die Dombacher (1917)
- Das verschnörkelte Gitter (1923)
- Weg im Nebel (1925)